# Stutedalstjärnet
Stutedalstjärnet är en sjö i Melleruds kommun i Dalsland och ingår i Göta älvs huvudavrinningsområde. Stutedalstjärn ligger i Norra Båsane Natura 2000-område.